# Campionati del mondo di ciclismo su strada 2014 - Gara in linea maschile Elite
La gara in linea maschile Elite dei Campionati del mondo di ciclismo su strada 2014 si svolse il 28 settembre 2014 con partenza ed arrivo a Ponferrada, in Spagna, su un circuito di 18,2 km da ripetere 14 volte, per un totale di 254,8 km. Il polacco Michał Kwiatkowski vinse la gara con il tempo di 6h29'07" alla media di 39,288 km/h, l'argento andò all'australiano Simon Gerrans e a completare il podio ci fu lo spagnolo Alejandro Valverde.
Presenti alla partenza 204 ciclisti, di cui 95 arrivarono al traguardo.

## Squadre e corridori partecipanti
| N.      | Cod. | Squadra               |
| ------- | ---- | --------------------- |
| 1-6     | POR  | Portogallo            |
| 7-15    | ESP  | Spagna                |
| 16-24   | ITA  | Italia                |
| 25-33   | FRA  | Francia               |
| 34-42   | NED  | Paesi Bassi           |
| 43-51   | AUS  | Australia             |
| 52-60   | BEL  | Belgio                |
| 61-69   | GBR  | Gran Bretagna         |
| 70-78   | COL  | Colombia              |
| 79-87   | GER  | Germania              |
| 88-96   | POL  | Polonia               |
| 97-102  | USA  | Stati Uniti d'America |
| 103-105 | SUI  | Svizzera              |
| 106-108 | NOR  | Norvegia              |
| 109-111 | SVK  | Slovacchia            |
| 112-117 | UKR  | Ucraina               |
| 118-123 | RUS  | Russia                |
| 124-129 | SLO  | Slovenia              |
| 130-135 | DEN  | Danimarca             |
| 136-140 | MAR  | Marocco               |
| 141-146 | AUT  | Austria               |
| 147-149 | CZE  | Repubblica Ceca       |

| N.      | Cod. | Squadra       |
| ------- | ---- | ------------- |
| 150-151 | ERI  | Eritrea       |
| 152-154 | KAZ  | Kazakistan    |
| 155-158 | VEN  | Venezuela     |
| 159     | ALG  | Algeria       |
| 160-162 | ROU  | Romania       |
| 163-165 | IRL  | Irlanda       |
| 166-168 | EST  | Estonia       |
| 169-171 | RSA  | Sudafrica     |
| 172-173 | LAT  | Lettonia      |
| 174-176 | NZL  | Nuova Zelanda |
| 177-179 | BRA  | Brasile       |
| 180-182 | CRO  | Croazia       |
| 183-185 | JPN  | Giappone      |
| 186-187 | CRC  | Costa Rica    |
| 188-190 | ARG  | Argentina     |
| 191-193 | CAN  | Canada        |
| 194     | ECU  | Ecuador       |
| 195     | LUX  | Lussemburgo   |
| 196     | SWE  | Svezia        |
| 197     | GRE  | Grecia        |
| 198-200 | BLR  | Bielorussia   |
| 201-203 | LTU  | Lituania      |

## Classifica (Top 10)
| Pos. | Corridore          | Squadra   | Tempo    |
| ---- | ------------------ | --------- | -------- |
| 1    | Michał Kwiatkowski | Polonia   | 6h29'07" |
| 2    | Simon Gerrans      | Australia | a 1"     |
| 3    | Alejandro Valverde | Spagna    | s.t.     |
| 4    | Matti Breschel     | Danimarca | s.t.     |
| 5    | Greg Van Avermaet  | Belgio    | s.t.     |
| 6    | Tony Gallopin      | Francia   | s.t.     |
| 7    | Philippe Gilbert   | Belgio    | a 4"     |
| 8    | Alexander Kristoff | Norvegia  | a 7"     |
| 9    | John Degenkolb     | Germania  | s.t.     |
| 10   | Nacer Bouhanni     | Francia   | s.t.     |